# Tonje Brenna

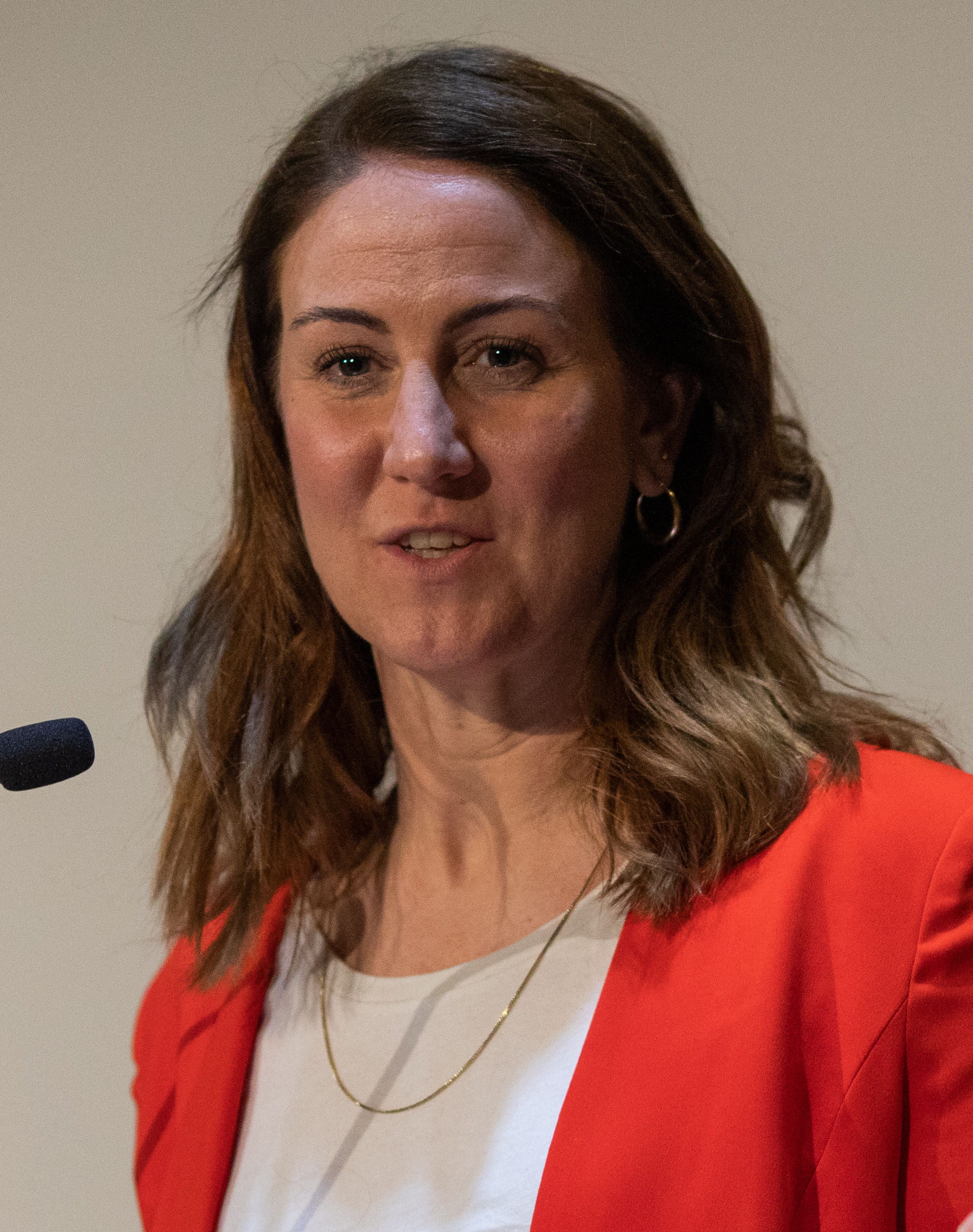
Tonje Brenna, 2022

Tonje Brenna (* 21. Oktober 1987 in Oslo) ist eine norwegische Politikerin der sozialdemokratischen Arbeiderpartiet (Ap), deren stellvertretende Vorsitzende sie seit Mai 2023 ist. Seit Oktober 2023 ist sie Ministerin für Arbeit und soziale Teilhabe. Zuvor war sie ab Oktober 2021 die Bildungsministerin ihres Landes.

## Leben
Brenna kam in Oslo zur Welt und wuchs zunächst im Osloer Stadtviertel Holmlia auf. Später zog sie nach Jessheim in der Kommune Ullensaker, wo sie die weiterführende Schule besuchte. Sie saß von 2007 bis 2019 im Fylkesting des Fylkes Akershus. In der Zeit von 2010 bis 2012 war sie Generalsekretärin der Ap-Parteijugend Arbeidernes Ungdomsfylking (AUF). Als solche war sie beim Anschlag auf der Insel Utøya am 22. Juli 2011 beim dort stattfindenden Lager der Parteijugend anwesend. Im Jahr 2021 veröffentlichte sie darüber das Buch 22. juli – og alle dagene etterpå. Von August 2012 bis Mai 2013 arbeitete sie unter Ministerpräsident Jens Stoltenberg als politische Referentin im Statsministerens kontor (SMK), dem Amt des Ministerpräsidenten. Sie wurde die bis dahin jüngste politische Referentin. Anschließend setzte sie im Justiz- und Bereitschaftsministerium unter Ministerin Grete Faremo ihre Tätigkeit als politische Referentin fort. Ihre Zeit als politische Referentin endete mit dem Abgang der Regierung Stoltenberg II am 16. Oktober 2013.
In den Jahren 2017 bis 2019 war sie stellvertretende Vorsitzende der Arbeiderpartiet in Akershus. Bei der Fylkestingswahl 2019, bei der für das zum 1. Januar 2020 aus Akershus, Buskerud und Østfold entstehende Fylke Viken gewählt worden war, zog sie in das Fylkesting von Viken ein. Im Jahr 2020 wurde sie schließlich Vorsitzende des sogenannten Fylkesråds, einer Art Regierung des Fylkes.
Am 14. Oktober 2021 wurde sie in der neu gebildeten Regierung Støre zur Bildungsministerin ernannt. Im Mai 2023 wurde Brenna gemeinsam mit Jan Christian Vestre zum neuen Duo der stellvertretenden Parteivorsitzenden der Arbeiderpartiet gewählt. Im Oktober 2023 wurde sie im Rahmen einer größeren Regierungsumbildung neue Ministerin für Arbeit und soziale Teilhabe. Sie übernahm das Amt von ihrer Parteikollegin Marte Mjøs Persen.